# 中信海直
中信海洋直升机股份有限公司 （简称：中信海直，深交所：000099）目前是中国规模最大的通用航空企业，具有通用航空全业务运营资质和能力。其前身为中国海洋直升机专业公司，是为“促进海洋石油开发和通用航空发展”，经中国国务院常务会议决定，由原国家经委、计委批准，于1983年3月成立的中国全国性通用航空公司。公司1999年2月改制为股份公司，2000年7月发行股票并在中国深圳证券交易所挂牌上市，公司简称“中信海直”，股票代码“000099”。系中信集团旗下目前中国通用航空业首家及唯一的上市公司。 公司总股本为51360万股（2011年）。
公司总部位于中国广东省深圳市南山区南海大道21号深圳直升机场，法人代表为毕为。

## 概要
中信海直总部设在广东省深圳市，在深圳、天津、湛江、海南东方建有直升机场；在北京、上海、浙江、福建等地设有作业基地；下辖海直通用航空有限责任公司、中信海直通用航空维修工程有限公司两个子公司和上海、天津、湛江三个分公司。在中国三大海域和全国主要城市均有业务，是中国国内通用航空业务涉及地域最多、保障能力最强的通用航空企业。
中信海直拥有亚洲最大的欧直机型直升机队，拥有包括欧洲直升机公司产的EC225、AS332L/L1，EC155 B/B1等15种、40余架直升机，还拥有2架达索猎鹰公务机。